# El Lazarillo de Tormes (film)
Pour l’article homonyme, voir Lazarillo de Tormes (homonymie).
Pour plus de détails, voir Fiche technique et Distribution.
El Lazarillo de Tormes est un film italo-espagnol, sorti en 1959 et réalisé par César Fernández Ardavín, d'après le roman picaresque du XVIe siècle La Vie de Lazarillo de Tormes.

## Synopsis
Un jeune garçon, Lazarillo, doit se débrouiller et vivre de ses astuces alors qu'il est mis au service de plusieurs méchants maîtres.

## Fiche technique
- Titre : El lazarillo de Tormes
- Réalisation : César Fernández Ardavín
- Scénario : César Fernández Ardavín d'après La Vie de Lazarillo de Tormes
- Musique : Salvador Ruiz de Luna
- Photographie : Manuel Berenguer
- Montage : Magdalena Pulido
- Pays d'origine : Espagne
- Format : Noir et blanc - Mono
- Genre : Comédie dramatique
- Durée : 114 minutes
- Date de sortie : 1959

## Distribution
- Marco Paoletti : Lazarillo
- Juanjo Menéndez : The Squire
- Carlos Casaravilla : Ciego
- Memmo Carotenuto : Cómico
- Antonio Molino Rojo : Alguacil
- Margarita Lozano : Antona

## Récompenses et distinctions
- Ours d'or au festival de Berlin